# Discografia di Egor Krid
La discografia di Egor Krid, rapper e cantante russo, è costituita da cinque album in studio e oltre settanta singoli.

## Album in studio
| Anno                                                      | Titolo e dettagli                                                                                            | Classifiche | Classifiche | Classifiche |
| Anno                                                      | Titolo e dettagli                                                                                            | EST         | LVA         | LTU         |
| --------------------------------------------------------- | --- | ----------- | ----------- | ----------- |
| 2015                                                      | Cholostjak - Pubblicato: 2 aprile 2015 - Etichetta: Black Star - Formato: CD, download digitale, streaming   | ×           | ×           | ×           |
| 2017                                                      | Čto oni znajut? - Pubblicato: 23 maggio 2017 - Etichetta: Black Star - Formato: Download digitale, streaming | ×           | ×           | ×           |
| 2020                                                      | 58 - Pubblicato: 10 aprile 2020 - Etichetta: Warner Russia - Formato: Download digitale, streaming           | 5           | 14          | 92          |
| 2021                                                      | Pussy Boy - Pubblicato: 15 luglio 2021 - Etichetta: Warner Russia - Formato: Download digitale, streaming    | ×           | ×           | 22          |
| 2024                                                      | Men'še čem tri - Pubblicato: 22 novembre 2024 - Etichetta: @58 - Formato: Download digitale, streaming       | ×           | ×           | 41          |
| "×" indica una classifica non esistente o non pubblicata. | |             |             |             |

## Singoli

### Come artista principale
| Anno | Titolo                                          | Classifiche | Classifiche | Classifiche | Classifiche | Classifiche | Classifiche | Classifiche | Album di provenienza |
| Anno | Titolo                                          | RUS         | EST         | KAZ         | LVA         | LTU         | MDA         | UKR         | Album di provenienza |
| --- | ----------------------------------------------- | ----------- | ----------- | ----------- | ----------- | ----------- | ----------- | ----------- | -------------------- |
| 2012 | Starletka                                       | —           | ×           | ×           | ×           | ×           | ×           | —           | /                    |
| 2012 | Bol'še, čem ljubov' (feat. Aleksej Vorob'ëv)    | —           | ×           | ×           | ×           | ×           | ×           | —           | /                    |
| 2012 | Rasstojanija (accreditato come Krid)            | —           | ×           | ×           | ×           | ×           | ×           | —           | /                    |
| 2013 | Zavedi moj pul's (accreditato come Krid)        | —           | ×           | ×           | ×           | ×           | ×           | —           | /                    |
| 2013 | Tol'ko ty, tol'ko ja (accreditato come Krid)    | —           | ×           | ×           | ×           | ×           | ×           | —           | Cholostjak           |
| 2013 | Pazl (accreditato come Krid)                    | —           | ×           | ×           | ×           | ×           | ×           | —           | /                    |
| 2013 | Vne vremeni (accreditato come Krid)             | —           | ×           | ×           | ×           | ×           | ×           | —           | /                    |
| 2014 | Nado li                                         | 155         | ×           | ×           | ×           | ×           | ×           | —           | Cholostjak           |
| 2014 | Samaja samaja                                   | 2           | ×           | 141         | ×           | ×           | 104         | 5           | Cholostjak           |
| 2015 | #Janaputv (con Timati e Njuša)                  | —           | ×           | ×           | ×           | ×           | ×           | —           | /                    |
| 2015 | Ja ostanus' (feat. Arina Kuzmina)               | —           | ×           | ×           | ×           | ×           | ×           | —           | Cholostjak           |
| 2015 | Budil'nik                                       | 27          | ×           | ×           | ×           | ×           | ×           | 117         | /                    |
| 2016 | Mne nravitsja                                   | 3           | ×           | ×           | ×           | ×           | ×           | 22          | /                    |
| 2016 | Malo tak malo                                   | 23          | ×           | ×           | ×           | ×           | ×           | 114         | /                    |
| 2017 | Samba belogo motyl'ka                           | —           | ×           | ×           | ×           | ×           | ×           | —           | Čto oni znajut?      |
| 2017 | Esli ty menja ne ljubiš' (con Molly)            | 22          | ×           | 153         | 59          | ×           | 151         | 27          | Čto oni znajut?      |
| 2017 | Komanda 2018 (con DJ Smash e Polina Gagarina)   | —           | ×           | ×           | ×           | ×           | ×           | —           | /                    |
| 2017 | Ėto moë                                         | —           | ×           | ×           | ×           | ×           | ×           | —           | /                    |
| 2017 | Sleza                                           | 10          | ×           | ×           | ×           | ×           | ×           | —           | /                    |
| 2018 | Sem'ja skazala                                  | —           | —           | ×           | —           | ×           | ×           | —           | /                    |
| 2018 | Million alych roz                               | 91          | —           | ×           | —           | ×           | ×           | —           | /                    |
| 2018 | Buduščij byvšij (con Ternovoy)                  | —           | —           | ×           | 56          | ×           | ×           | —           | /                    |
| 2018 | Časiki (con Valerija)                           | —           | —           | ×           | —           | ×           | ×           | —           | /                    |
| 2018 | Cvet nastroenija čërnyj (feat. Filipp Kirkorov) | 80          | 10          | ×           | 3           | ×           | ×           | —           | /                    |
| 2018 | Cholostjak (con LSP e Feduk)                    | 80          | —           | ×           | 12          | —           | ×           | —           | /                    |
| 2019 | Krutoj                                          | —           | —           | ×           | —           | —           | ×           | —           | /                    |
| 2019 | Vremja ne prišlo                                | 148         | —           | ×           | 60          | —           | ×           | —           | /                    |
| 2019 | Grechi (feat. Klava Koka)                       | —           | —           | ×           | —           | —           | ×           | —           | /                    |
| 2019 | Serdceedka                                      | 34          | —           | ×           | 39          | —           | ×           | —           | /                    |
| 2019 | Love Is                                         | 138         | —           | ×           | —           | —           | ×           | —           | /                    |
| 2020 | Golubye glaza                                   | —           | —           | ×           | ×           | —           | ×           | —           | /                    |
| 2020 | Mne vsë Monro (con HammAli & Navai)             | —           | —           | ×           | ×           | —           | ×           | —           | 58                   |
| 2020 | 18+/V neožidannom rakurse                       | —           | —           | ×           | ×           | —           | ×           | —           | /                    |
| 2020 | Proporcija ujazvimosti (6 raund 17ib)           | —           | —           | ×           | ×           | —           | ×           | —           | /                    |
| 2020 | Karie glaza (con Loc-Dog)                       | —           | —           | ×           | ×           | —           | ×           | —           | /                    |
| 2020 | Coco L'Eau (con The Limba)                      | —           | ×           | ×           | ×           | —           | ×           | —           | /                    |
| 2020 | Rolls Royce (con GeeGun e Timati)               | —           | ×           | ×           | ×           | 90          | ×           | —           | Tranzit              |
| 2020 | Ty ne smogla prostit'                           | —           | ×           | ×           | ×           | —           | ×           | —           | /                    |
| 2021 | Golos                                           | 150         | ×           | ×           | ×           | —           | ×           | —           | /                    |
| 2021 | (Ne)ideal'na                                    | 100         | ×           | ×           | ×           | —           | ×           | —           | /                    |
| 2021 | Zdravstvujte (feat. OG Buda)                    | —           | ×           | ×           | ×           | —           | ×           | —           | Pussy Boy            |
| 2021 | Telefon                                         | —           | ×           | ×           | ×           | —           | ×           | —           | Pussy Boy            |
| 2021 | Avtomat (feat. Guf)                             | —           | ×           | ×           | ×           | —           | ×           | —           | Pussy Boy            |
| 2021 | Skoro vesna (con Nikolaj Bulatkin)              | —           | ×           | ×           | ×           | —           | ×           | —           | /                    |
| 2021 | Samyj chudšij trek (feat. Džarachov & Buster)   | —           | ×           | ×           | ×           | —           | ×           | —           | /                    |
| 2021 | Lambo Urus                                      | —           | ×           | ×           | ×           | —           | ×           | —           | /                    |
| 2022 | Otpuskaju (con MakSim)                          | 1           | ×           | 25          | ×           | —           | 7           | —           | /                    |
| 2022 | Devočka ne plač'                                | —           | ×           | ×           | ×           | —           | ×           | —           | /                    |
| 2022 | We Gotta Get Love                               | 70          | ×           | ×           | ×           | —           | ×           | —           | /                    |
| 2022 | 3-e sentjabrja (feat. Michail Šufutinskij)      | —           | 173         | ×           | ×           | —           | ×           | —           | /                    |
| 2022 | Novogodnjaja pesnja (con The Limba, Jony e A4)  | —           | ×           | ×           | ×           | —           | ×           | —           | /                    |
| 2023 | Zasypaeš', no ne so mnoj (con HammAli & Navai)  | —           | —           | —           | —           | —           | —           | —           | /                    |
| 2023 | Poch (con Suster)                               | —           | —           | —           | —           | —           | —           | —           | /                    |
| 2023 | Vypusknoj                                       | —           | —           | —           | —           | —           | —           | —           | /                    |
| 2023 | Sladko (con Smoki Mo)                           | —           | —           | —           | —           | —           | —           | —           | Grimey               |
| 2023 | Byla ne byla                                    | —           | —           | —           | —           | —           | —           | —           | /                    |
| 2023 | Taro (feat. Тenderlybae & Egorik)               | —           | —           | —           | 6           | —           | —           | —           | /                    |
| 2023 | Pacanskij fonk (con Тenderlybae e Egorik)       | —           | —           | —           | —           | —           | —           | —           | /                    |
| 2024 | Plačut nebesa (con OG Buda e Dominick Jocker)   | —           | —           | —           | —           | —           | —           | —           | /                    |
| 2024 | Save Dat (con Toxis)                            | —           | —           | —           | —           | —           | —           | —           | /                    |
| 2024 | Dym (con Jony)                                  | 168         | —           | —           | 14          | —           | 14          | —           | Men'še čem tri       |
| 2024 | <3/Zabud' menja                                 | —           | —           | —           | —           | —           | —           | —           | Men'še čem tri       |
| 2024 | CowBoys (con Toxis)                             | —           | —           | —           | —           | —           | —           | —           | Men'še čem tri       |
| 2024 | Allo                                            | —           | —           | —           | —           | —           | —           | —           | Čto oni znajut?      |
| 2024 | Split                                           | —           | —           | —           | —           | —           | —           | —           | /                    |
| 2025 | Šarady (con Mot)                                | 9           | —           | 155         | —           | —           | 2           | —           | /                    |
| 2025 | More                                            | 26          | —           | —           | —           | —           | —           | —           | /                    |
| "—" indica una pubblicazione non classificata in quel paese. "×" indica una classifica non esistente o non pubblicata. |                                                 |             |             |             |             |             |             |             |                      |

### Come artista ospite
| Anno | Titolo                                                                                    | Classifiche | Classifiche | Album di provenienza |
| Anno | Titolo                                                                                    | EST         | LVA         | Album di provenienza |
| --- | ----------------------------------------------------------------------------------------- | ----------- | ----------- | -------------------- |
| 2014 | Skromnym byt' ne v mode (Hanna feat. Egor Krid)                                           | ×           | ×           | /                    |
| 2018 | Guči (Timati feat. Egor Krid)                                                             | —           | 29          | /                    |
| 2019 | Grustnaja pesnja (Thrill Pill feat. Egor Krid & Morgenštern)                              | 15          | 3           | Otkrovenija          |
| 2021 | Astronaut in the Ocean (Remix) (Masked Wolf feat. Egor Krid)                              | ×           | ×           | /                    |
| 2021 | Na čile (GeeGun feat. Egor Krid, The Limba, Blago White, OG Buda, Timati, Soda Luv & Guf) | ×           | ×           | /                    |
| "—" indica una pubblicazione non classificata in quel paese. "×" indica una classifica non esistente o non pubblicata. |                                                                                           |             |             |                      |

## Altri brani entrati in classifica
| Anno | Titolo                                  | Classifiche | Classifiche | Classifiche | Classifiche | Classifiche | Album di provenienza |
| Anno | Titolo                                  | RUS         | EST         | KAZ         | MDA         | UKR         | Album di provenienza |
| --- | --------------------------------------- | ----------- | ----------- | ----------- | ----------- | ----------- | -------------------- |
| 2015 | Nevesta                                 | 8           | ×           | 129         | ×           | 11          | Cholostjak           |
| 2016 | Gde ty, gde ja (Timati feat. Egor Krid) | 86          | ×           | ×           | ×           | —           | Olimp                |
| 2020 | Mr. & Mrs. Smith (feat. Njuša)          | 86          | ×           | ×           | ×           | —           | 58                   |
| 2024 | Zavtra (con Basta)                      | 14          | 182         | 5           | 1           | —           | Men'še čem tri       |
| "—" indica una pubblicazione non classificata in quel paese. "×" indica una classifica non esistente o non pubblicata. |                                         |             |             |             |             |             |                      |